# Minikitchen
un inventore geniale e unico.»
(Citazione di Paolo Boffi tratta dal catalogo "I Colombo" di Vittorio Fagone realizzato in occasione della mostra alla Galleria d’arte Moderna e Contemporanea di Bergamo nel 1995)
Minikitchen è una mini cucina progettata nel 1963 da Joe Colombo e prodotta, a partire dal 1964 in poche unità dall'azienda italiana d'arredamento Boffi. È considerato uno dei prodotti simbolo del design italiano che contribuisce al successo del Made in Italy; fa infatti parte della collezione permanente del Triennale Design Museum.

## Storia

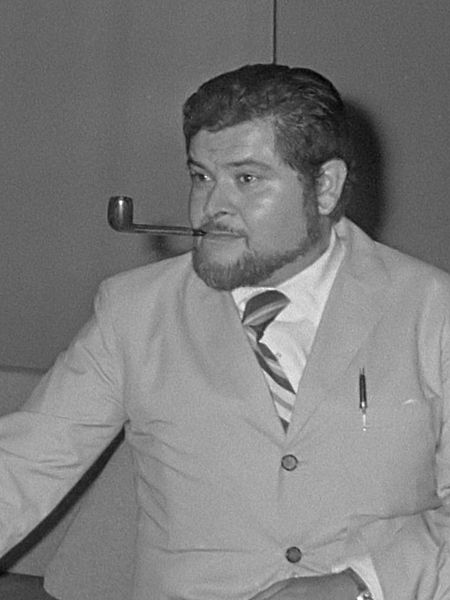
Joe Colombo ritratto in una foto del 1969

La mini cucina Minikitchen è stata pensata come soluzione alle piccole metrature delle case tipiche degli anni sessanta attraverso l'utilizzo dei principi legati alla funzionalità, compattezza e praticità. Progettata nel 1963, successivamente prodotta in un numero limitato di unità a partire dal 1964, ha suscitato da subito un immediato interesse proprio per le sue caratteristiche innovative in termini spaziali. 
Nel 1972 Minikitchen è stata esposta al MoMA (Museum of Modern Art) di New York in occasione della mostra intitolata "Italy: The New Domestic Landscape" a cura di Emilio Ambasz. In occasione della XIII Triennale di Milano del 1964 minikitchen ha vinto la medaglia d'argento. Nell'edizione del 1968 della Fiera Campionaria Nazionale di Pordenone ha ricevuto la medaglia di primo posto nella categoria "futuribile in cucina". Nella riedizione del 1993 fatta da Boffi è stato utilizzato il Corian bianco. Dal 2014 Minikitchen viene di nuovo prodotta da Boffi in una versione che utilizza il multistrato marino bianco.

## Descrizione

### Caratteristiche tecniche
La mini cucina è un mobile contenitore che racchiude in sé tutte le funzioni indispensabili dell'ambiente cucina. Dotata di un piano di cottura, mini frigorifero, cassetto contenimento, sportelli vari per stoccaggio, cassettini portaposate, prese di corrente per piccoli elettrodomestici, grande tagliere e pianetto estraibile di servizio raccogliendo stoviglie e posate per sei persone. La struttura è definita semplicemente da un parallelepipedo appoggiato su quattro ruote girevoli a 360° con due freni di bloccaggio.
| altezza totale    | 889 mm  |
| larghezza totale  | 1143 mm |
| profondità totale | 648 mm  |

### Materiali
La prima serie della mini-cucina, prodotta dal 1964 dall'azienda Boffi, presentava l'utilizzo del compensato, per tutta la struttura. Per il piano cottura venne utilizzato l'acciaio inossidabile mentre per l'interno del frigorifero venne utilizzato l'ABS, un materiale plastico molto resistente alle basse temperature. Nella riedizione fatta sempre da Boffi nel 1993 per la struttura venne utilizzato il Corian bianco. Dal 2014 viene introdotto il multistrato marino, materiale molto resistente al salso marino, alle temperature elevate e ai raggi solari diretti. Il piano cottura invece è ad induzione ed è fatto con il vetroceramica. Il piano di lavoro invece è realizzato da un rettangolo di teak. In tutte le edizioni sono presenti le rotelle alla base per permettere il suo spostamento.

### Utilizzo
La Minikitchen è molto versatile nell’utilizzo: grazie alle rotelle presenti alla base, può essere spostata con molta facilità all'interno dell'abitazione così come all'esterno. La presenza di numerose guide con relativi carrelli, facilita l'apertura dei diversi cassetti. Per gli sportelli invece, sono state utilizzate delle cerniere. Il piano cottura è fissato sulla struttura portante mentre il piano di lavoro così come un piano di servizio, avente due maniglie per trasportarlo agilmente, sono estraibili dalla struttura.

### Componenti plastiche
A differenza delle altre cucine nel mercato, Minikitchen è caratterizzata da ingombri ridotti, come suggerisce il nome stesso dell'oggetto. Un'altra peculiarità consiste nella presenza di una serie di linee verticali e orizzontali che definiscono la forma dei vari cassetti e sportelli. La cromaticità era definita originariamente dal colore caldo del compensato mentre con le successive edizioni il colore è diventato il bianco per tutta la struttura grazie all'introduzione di nuovi materiali costruttivi. La filosofia dell'oggetto è quella di essere principalmente un mobile contenitore "tutto in uno" trasformato in cucina grazie al lavello, al piano cottura e al frigorifero.

## Lettura interpretativa

### Grado di codifica
Minikitchen di Joe Colombo presenta delle innovazioni a livello formale, racchiudendo in un volume ridotto ai minimi termini tutto il necessario che caratterizza l'ambiente cucina. Elementi come il piano di lavoro, il piano cottura o il frigorifero identificano quello che Umberto Eco definirebbe un caso di ipercodifica in quanto, nonostante compatti, gli elementi permettono una chiara definizione di cucina.

### Interazione con l'utente
Nell'interagire con l'utente, Minikitchen racchiude tutte le caratteristiche di una cucina tradizionale. La cucina di Joe Colombo non risulta essere vincolata come quelle tradizionali, ma grazie alla sua mobilità, si può spostare comodamente all'interno e all'esterno dell'abitazione.
L'intento del designer non era quello di amplificare al massimo la funzionalità della cucina, ma di introdurre una nuova visione e una nuova interazione della cucina permettendo di utilizzarla in diversi contesti d'uso.

## Valorizzazione

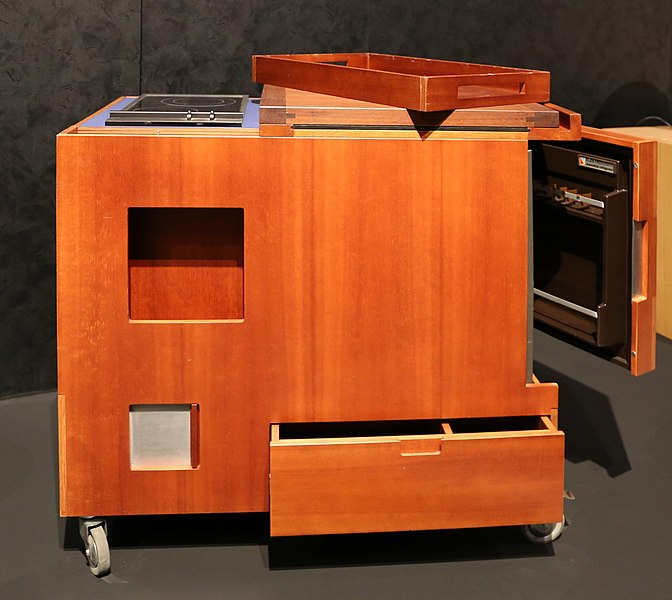
Vista frontale della prima serie della Minikitchen

In questo oggetto, vista la sua forma razionale data da linee orizzontali e verticali, il designer Joe Colombo si è concentrato principalmente sulla valorizzazione pratica piuttosto che sulla valorizzazione utopica. La cucina non è quindi concepita per essere esteticamente bella, ma per rispondere al meglio al concetto di funzionalità in relazione a spazi molto ridotti. Nel corso delle ultime riedizioni, l'oggetto ha acquisito il ruolo di status symbol e il prezzo elevato lo rende accessibile solamente ad un target di nicchia.